# Tunnel du Pas de l'Escalette
De tunnel du Pas de l'Escalette is een tunnel in Frankrijk in het departement Hérault, regio Occitanië en maakt deel uit van de A75. De tunnel heeft twee buizen, waarvan de oostelijke 845 meter lang is en de westelijke 728 meter. Hij is in 1994 geopend.
De tunnel is vernoemd naar de bergpas "Pas de l'Escalette" (616 meter), die de Causse du Larzac verbindt met de vlakte rond Lodève. Boven de tunnel bevindt zich een oude uitkijkpost, die naar verluidt door Napoleon Bonaparte werd gebruikt.